# 이승훈 (시인)
이승훈(李昇薰, 1942년 11월 8일 ~ 2018년 1월 16일)은 대한민국의 시인이다.
1942년 강원도 춘천에서 출생하여, 1962년 《현대문학》 추천으로 등단하였다. 한양대학교 섬유공학과에서 공부하다가 국어국문학과로 전과하여 졸업, 동 대학원에서 석사학위를 받았으며, 연세대학교대학원 국어국문학과에서 박사학위를 받았다. 초기 시들은 언어 자체를 대상화하는 작업에 집중하여 개념화를 거부하는 시세계를 주로 보여주었다. 시집으로 《사물들》,《당신들의 초상》,《당신의 방》 등이 있고, 평론집으로 《이상시 연구》,《반인간》,《시론》 등이 있다. 춘천교육대학교 국어교육과 교수(1970~1980), 한양대학교 국어국문학과 교수(1980~2008)를 역임하였으며, 현재 한양대학교 국어국문학과 명예교수로 재직 하였다.